# Fundacja „Pomoc Polakom na Wschodzie” im. Jana Olszewskiego
Fundacja „Pomoc Polakom na Wschodzie” im. Jana Olszewskiego (ang. The Jan Olszewski „Aid to Poles in the East” Foundation, ros. Фонд Пoмoщь Пoлякам на Вocтoкe им. Яна Ольшевского) – fundacja założona w 1992 w Warszawie przez Wojciecha Włodarczyka, ówczesnego szefa Urzędu Rady Ministrów w rządzie Jana Olszewskiego, jako strategiczna Fundacja Skarbu Państwa, podlegająca pod nadzór Ministerstwa Spraw Zagranicznych.

## Cele[1]
Główny cel działania Fundacji określono jako „niesienie pomocy i wspieranie Polaków zamieszkałych w krajach byłego ZSRR i byłego bloku komunistycznego w Europie Środkowej i Wschodniej”.
Do zadań fundacji należy:
- podtrzymywanie polskości poprzez upowszechnianie znajomości języka polskiego;
- promocji polskiej kultury i tradycji narodowych;
- poprawa sytuacji społecznej, zawodowej i materialnej Polaków i osób polskiego pochodzenia;
- tworzenie pozytywnego wizerunku Polski;
- pogłębienia więzi pomiędzy środowiskami polskimi i narodami w krajach zamieszkiwanych przez Polaków;
- wspieranie działalności kulturalnej na Wschodzie w celu aktywizacji polskiego życia kulturalnego[2],
- angażowanie środowisk polonijnych i polskich na Zachodzie do współdziałania w pomocy dla Polaków na Wschodzie.

Fundacja wykonuje swoje cele poprzez realizację:
- państwowych zadań zleconych, powierzanych nam przez głównego opiekuna Polonii z ramienia Rzeczypospolitej Polskiej tj. Kancelarii Prezesa Rady Ministrów, Pełnomocnika Rządu do Spraw Polonii i Polaków za Granicą, Senatu RP we współpracy z Ministerstwem Spraw Zagranicznych, jak również z Ministerstwem Kultury i Dziedzictwa Narodowego i Ministerstwem Edukacji Narodowej;

- projektów, zgodnych z powyższymi założeniami pod względem merytorycznym, finansowanych ze środków pozabudżetowych, darowizny, odpisy itp.

## Programy[3]
- Aktywizacja – wspieranie bieżącej działalności organizacji polonijnych i polskich na Wschodzie oraz ich aktywizacja. Podejmowane aktywności umożliwiają zdobycie nowych umiejętności i doświadczeń w zakresie działalności społecznej i gospodarczej. Działania realizowane w ramach programu służą podniesieniu poziomu życia oraz rangi polskiej mniejszości w kraju zamieszkania.
- Edukacja – podtrzymanie i doskonalenie znajomości języka polskiego wśród środowisk polskich na Wschodzie i Polonii. Fundacja wspiera wszelkie formy nauczania języka polskiego w krajach zamieszkania Polaków. Program umożliwia realizację procesu dydaktycznego i podnoszenie poziomu edukacji młodego pokolenia Polaków żyjącego poza granicami kraju, jako grupy mniejszościowej, wykształconej, świadomej własnej tożsamości narodowej, a także sprzyja budowaniu jej więzi z krajem i kreowaniu pozytywnego wizerunku Polski.
- Kultura – inicjatywy służące pielęgnowaniu i rozwojowi kultury polskiej w środowiskach Polaków na Wschodzie i Polonii jako istotnej części polskiej spuścizny kulturalno-historycznej. Celem programu jest umożliwienie Polakom żyjącym poza granicami kraju udziału w życiu kulturalnym w Polsce, a także dokumentowanie i ocalenie polskiego dziedzictwa kulturalno-historycznego na Wschodzie.
- Media – wspieranie polskich mediów na Wschodzie i innych polskich redakcji działających poza granicami kraju. Służy zachowaniu tożsamości narodowej mieszkających za granicą Polaków, integracji środowisk, doskonaleniu znajomości języka polskiego, rozwojowi kultury polskiej, umożliwieniu dostępu do rzetelnych informacji o wydarzeniach i problemach w miejscach zamieszkania Polaków na Wschodzie oraz w Polsce, a także kultywowaniu polskich tradycji narodowych.
- Pomoc charytatywna i socjalna – udzielanie wsparcia, pomocy socjalnej oraz charytatywnej najbardziej potrzebującym osobom polskiego pochodzenia, które ze względu na wiek, stan zdrowia i ciężkie warunki bytowe w krajach zamieszkania znalazły się w wyjątkowo trudnej sytuacji życiowej.
- Dziedzictwo kulturowe i historyczne – inicjatywy służące zachowaniu materialnych śladów polskiego dziedzictwa kulturalnego, które znalazło się poza granicami państwa polskiego – takich jak: cmentarze, obiekty kultu, zabytki i dokumenty – oraz wsparcie organizacji, promujących wiedzę o nim, wystaw i ekspozycji muzealnych.
- Stypendia – pomoc młodzieży polskiego pochodzenia studiującej na uczelniach wyższych w krajach zamieszkania oraz jej aktywizacja w działaniach na rzecz środowiska polonijnego. Działanie obejmuje dwa zadania: pomoc stypendialną dla osób polskiego pochodzenia studiujących w krajach swojego zamieszkania oraz wsparcie młodzieżowych środowisk polskich, tj. Aktywnych Klubów Stypendystów.
- Pomoc bezpośrednia, inwestycje – tworzenie dokumentacji projektowo-kosztorysowej oraz przeprowadzanie prac remontowych w obiektach służących polskiej społeczności.

## Finansowanie
Środki na dofinansowanie projektów, które Fundacja kieruje do beneficjentów, pochodzą od Kancelarii Prezesa Rady Ministrów, Senatu RP i poszczególnych ministerstw oraz – między innymi w przypadku podlegającego Fundacji Wschodniego Funduszu Dobroczynności – darczyńców i sponsorów takich jak Spółki Skarbu Państwa, podmioty prywatne, samorządy oraz z bezpośredniego wsparcia celowego realizowanego jako mecenat polskiego biznesu.

## Wybrane działania własne
- Kampania społeczna #KtoTyJesteś[4] – kampania skierowana jest do Polaków mieszkających poza granicami kraju oraz do ich krewnych i przyjaciół w Polsce. Ma na celu uświadomienie rodzicom dzieci żyjących poza Polską, jak ważne jest przekazywanie młodemu pokoleniu języka ich przodków oraz edukacja w języku polskim. Grupa ekspertów zaangażowanych w kampanię w merytoryczny sposób promuje zalety wzrastania w dwujęzyczności i obala związane z tym mity oraz błędne przekonania. Do tej pory odbyły się dwie edycje kampanii. W 2018 roku była ona skierowana do Polonii żyjącej na Zachodzie, a w 2019 do Polaków na Wschodzie.
- Repatriacja krok po kroku[5] – program zrealizowany po raz pierwszy w 2018 r. w Kazachstanie, skierowany jest do żyjących na obczyźnie Polaków i osób polskiego pochodzenia. Ma on poszerzyć wiedzę o procesie repatriacji, a także ojczystej historii, kulturze i języku oraz pomóc w podjęciu decyzji o osiedleniu się w Polsce. W 2019 r. akcja realizowana była w Kazachstanie, Kirgistanie, Uzbekistanie i Rosji.
- Portal Informator Dla Aktywnych[6] – jest portalem internetowym skierowanym do działających w krajach Europy Środkowo-Wschodniej środowisk polskich. Jego główne cele to ułatwienie współpracy, wymiana doświadczeń i uproszczenie przepływu informacji o realizowanych przedsięwzięciach. To tutaj polskie organizacje zamieszczają wiadomości dotyczące już zrealizowanych, tworzonych i planowanych inicjatyw. Portal IDA ma za zadanie dotrzeć do polskich instytucji, towarzystw, stowarzyszeń, parafii, szkół i mediów. Pomoże też w poszukiwaniu partnerów do działania lub współpracy organizacyjnej.

## Odznaczenia
- Odznaka Honorowa za Zasługi dla Polonii i Polaków za Granicą (2023)[7]